# 氟铃脲
氟铃脲（Hexaflumuron）属苯甲酰脲杀虫剂，是几丁质合成抑制剂，具有很高的杀虫和杀卵活性，而且速效，尤其防治棉铃虫。用于棉花、马铃薯及果树防治多种鞘翅目、双翅目、同翅目昆虫。